# Masakazu Tamura
Masakazu Tamura (Quioto, 1 de Agosto de 1943 - Tóquio, 3 de abril de 2021) foi um ator japonês. Tamura nasceu em Kyoto. Seu pai era famoso ator Tsumasaburō Bandō. Seus irmãos Takahiro e Ryō também são atores. Ele ingressou na empresa Shōchiku enquanto ainda estava na universidade e fez sua estréia no cinema com o filme Eien no hito em 1962. Em 1993, Tamura interpretou Ogami Ittō no filme Kozure Ōkami: Sono Chiisaki Te ni, pelo forte pedido de Kazuo Koike.Tamura venceu "Melhor ator" no Festival de televisão de Monte-Carlo por seu trabalho no especial de TV  “Ah, You're Really Gone Now” em 2009.
Ele é mais famoso por seu papel como o detetive polido e altamente idiossincrático, Furuhata Ninzaburō.
No dia 19 de maio de 2021, foi revelado que Tamura havia falecido no dia 3 de abril do mesmo ano em um hospital em Minato, Tóquio devido a um problema cardíaco.

## Filmografia selecionada

### Cinema
- Eien no hito (1962)
- Samurai Banners (1969)
- Chijin no ai（1969)
- Female Prisoner Scorpion: 701's Grudge Song (1973)
- Kozure Ōkami: Sono Chiisaki Te ni (1993)
- Last Love (2007)

### Televisão
- Haru no Sakamichi (1971) Série de TV (Taiga drama)
- Shin Heike Monogatari (1972) Série de TV (Taiga drama)
- Dai Chushingura (1971) (Série de TV)
- Nemuri Kyoshirō (1972-73) (Série de TV)
- Furuhata Ninzaburō (1994-2006) (Série de TV)
- Ah, You're Really Gone Now (2009)
- Nemuri Kyoshirō The Final (2018) (Série de TV)